# Ibrahim Șinasi
Ibrahim Șinasi (n. 5 august 1826, Constantinopol, Imperiul Otoman – d. 13 septembrie 1871, Constantinopol, Imperiul Otoman) a fost un faimos autor, traducător și ziarist de origine turcă din perioada Tanzimatului.

## Date biografice
Ibrahim Șinasi s-a născut pe 5 august 1826 la Istanbul. Tatăl său și-a pierdut viața în războiul ruso-turc din 1829, devenind astfel un martir. Mama sa l-a crescut cu ajutorul apropiaților familiei preocupați să-i acorde o bună educație. S-a bucurat mai ales de protecția marelui vizir Mustafa Reșit Pașa cunoscut și sub numele de Büyük Reșit Pașa, care era un susținător al ideii de modernizare și apropiere de Occident și datorită cui va fi trimis să-și consolideze cunoștințele la Paris. Acolo a urmat studii de limbă și literatură, iar mai târziu a fost ales membru într-una dintre cele mai celebre societăți de orientalistică. În 1854 se întoarce în Istanbul, unde își va construi un renume în ramura publicistică. A murit pe 3 septembrie 1871 la Istanbul.

## Ibrahim Șinasi - exponent alTanzimatului
Tanzimatul (1839-1886) este o perioadă de profunde transformări pe plan economic , politic și social al imperiului otoman soldată cu schimbări esențiale și pe plan cultural. Punctul de plecare al acestei perioade este considerat a fi așa numita Porunca Imperială „Tanzimat Fermanı” cunoscută și sub numele de Edictul imperial de la Gülhane „Gülhane –i Hatt-i Hümâyunu” promulgat la câteva luni de la urcarea pe tron a lui Abdül Mecid.

## Operă
- Traduceri de versuri „Terceme-i urduzume”
- Selecțiuni din poezii „Montahabat-i eș'ar”
- Căsătoria unui poet „Șair evlenmesi”

## Publicistică și contribuții literare
Începând cu anul 1840 noua clasă de intelectuali va da glas ideilor lor revoluționare prin intermediul presei.
Scriitorul Ibrahim Șinasi caută să instruiască masele prin intermediul operelor sale cu o claritate demnă de remarcat, cu scopul de a le scăpa de ignoranță, fanatism, ideile învechite, scriind într-o limbă turcă modernă, accesibilă publicului larg, turca otomană fiind destinată unui cerc restrâns de intelectuali. Acesta va apela la traduceri din franceză care vor câștiga în scurt timp un număr mare de cititori, iar în propriile opere vor fi vădite principiile civilizației occidentale.
Cei mai de seamă reprezentanți ai noii literaturi sunt: Münif Pașa (1828-1910), Ziya Pașa (1825-1880) și Ibrahim Șinasi.
Ibrahim Șinasi își va dedica aproape în întregime cariera în serviciul jurnalismului ca principală armă de care dispunea în lupta sa pentru evoluția țării. A luptat în favoarea reformelor ca o metodă eficientă de a-l aduce mai aproape de țelul său; și anume transformarea imperiului. A fost un critic recunoscut al regimului celor doi principali mari viziri ai lui Abdül-Aziz, Ali și Fû' âd, despre care credea că sunt mult prea conservatori. Din cauza constatărilor negative la adresa guvernării va plăti cu numeroși ani de exil. A fost un admirator al filozofiei Luminilor și nu a făcut referire  atât de des la islam pe cât au făcut-o alți contemporani de-ai săi. Prezent în dezbaterile privind atât politica cât și literatura, Ibrahim Șinasi este una din personalitățile care a avut o puternică influență asupra intelectualității otomane din vremea sa. A fost unul dintre primii turci care a beneficiat de privilegiul de a se specializa în Franța în domeniul științelor economice și financiare. Soarta sa se va asemăna cu cea a lui Reșit–Pașa, inițiatorul reformelor din 1839 al cărui adept și era, fiind de multe ori revocat și reabilitat. În 1858 publică poezii traduse din limba franceză denumite Traduceri de versuri „Terceme-i urduzume” majoritatea poemelor aparținându-i lui La Fontaine. Ibrahim Șinasi va înființa ziarul Oglinda realității „Tergeman-i ahval” împreună cu Agâh Efendi, primul număr apărând pe 22 octombrie 1860. Șinasi doi ani mai târziu va publica singur ziarul Opinia publică „Tasvir-i Efkâr”. Amândouă ziarele cereau în rândurile lor un sistem de guvernământ de tip occidental și militau pentru schimbarea monarhiei absolute cu o monarhie constituțională. În 1862 va publica o serie de poezii originale supranumite Selecțiuni din poezii „Montahabat-i eș'ar”, iar peste un an va scoate o culegere de proverbe. În revista Oglinda realității va apărea sub formă de fascicule comedia Căsătoria unui poet „Șair evlenmesi”.
Comedia prezintă influențele clare ale scriitorului francez Molière în sensul că aceasta are o acțiune simplă, însă o compoziție complexă. Comedia este o critică la adresa obiceiurilor de pețit prin are doi tineri se căsătoreau fără să se vadă, fără să se cunoască și cu atât mai puțin să se iubească. În interiorul acestei opere se poate vedea influența tradiției naționale de teatru popular Orta oyunu. Personajele principale sunt stereotipuri înconjurate de personaje secundare, reprezentând diferite clase sociale ale statului turc.
Din cauză că era un membru activ al organizației Tinerii otomani în 1865 va fi obligat să fugă în Franța pentru a scăpa de represaliile guvernului. În Franța își va canaliza toate eforturile pentru a realiza un dicționar al limbii turce, activitate pe care o va continua și odată cu revenirea în Istanbul în 1869. Moare în 1871 înainte de a termina alcătuirea unui asemenea dicționar  de  o importantă însemnătate la acea vreme.